# Peppermint frappé
Peppermint frappé és una pel·lícula espanyola de 1967 dirigida per Carlos Saura i protagonitzada per Geraldine Chaplin i José Luis López Vázquez en els papers principals.

## Argument
Un parell de mans meticulosament cuidades, imatges de cultius, imatges d'una revista de moda per a un llibre de records personals... Les mans pertanyen a un metge sense pretensions i conservador anomenat Julián, que dirigeix una clínica de radiologia en la seva residència personal, assistit per una infermera tímida, de fines maneres, anomenada Ana.
Una tarda, Julián va convidar a casa de la mare del seu amic Pablo, on hi ha una trobada dels dos companys de la infància. Pablo és un aventurer carismàtic i sofisticat, que acaba de tornar d'Àfrica, amb la inesperada notícia que s'ha casat amb Elena, una dona jove, bella i despreocupada.
Pablo prepara a Julián una beguda, el seu còctel preferit, menta-frappé, mentre esperen l'entrada d'Elena. La visió d'Elena captiva Julián. Elena li recorda una misteriosa dona que havia vist tocant el tambor durant la Setmana Santa de Calanda. Ella insisteix que no el coneix, que no l'ha vist mai abans, ni ha estat mai a Calanda. Malgrat tot, Julián se sent immediatament atret per l'actitud cosmopolita d'Elena.
Durant els dies següents a la seva primera trobada, Julián torna cada vegada més enamorat de la dona de Pablo i sempre troba un pretext per passar una estona al seu costat.
Mentre Pablo està ocupat, Julián porta Elena de turisme per Conca. Malgrat la seva indiferència per les seves atencions, l'obsessió de Julián per Elena no disminueix. Frustrat per la seva incapacitat per guanyar el seu afecte, Julián gira la seva atenció cap a la seva assistenta en el laboratori, Anna, que en secret es consumia per Julián. Comencen una relació en la qual Julián manipula Ana, la coacciona a vestir-se i a actuar com Elena. Encara que estigui amb Ana, Julián continua anant darrere d'Elena, però ella s'hi resisteix amb una descarada burla.
Després d'una broma de Pablo i d'Elena, destinada a humiliar Julián, ell comença a planejar una venjança en contra de la parella. Aprofitant la curiositat que sent Elena sobre la seva relació amb Anna, Julián convida Elena i Pablo a trobar-se amb ell i Ana a la seva casa de camp.
Abans que Pablo i Elena hi arribin, Julián aboca un líquid que sembla verí, en una gerra que conté menta-frappé. Quan Pablo i Elena arriben, Julián els diu que Ana vindrà una mica tard i els ofereix la beguda. Després d'uns glops, la parella comença a ridiculitzar Julián un cop més. Quan els fa efecte el verí, Julián posa els seus cossos dins d'un cotxe i el fa rodar fins a un precipici, perquè sembli que han mort d'accident.
De retorn a la casa de camp, Julián troba Ana ja vestida com la dona de Calanda. La pel·lícula acaba quan tots dos s'abracen.

## Repartiment
- Geraldine Chaplin: Elena / Ana / dona de Calanda
- José Luis López Vázquez: Julián
- Alfredo Mayo: Pablo
- Emiliano Redondo: Arturo
- María José Charfole: nena
- Francisco Venegas: nen
- Pedro Luis Lozano: nen
- Víctor Manuel Moreno: nen
- Ana María Custodio: la mare de Pablo
- Fernando Sánchez Polack: pacient

## Premis i nominacions

### Premis
- 1968. Os de Plata a la millor direcció per Carlos Saura[1]
- 1968. Premi Sant Jordi de Cinematografia a la millor pel·lícula espanyola per a Carlos Saura

### Nominacions
- 1968. Os d'Or

## Observacions
La pel·lícula fou el primer èxit comercial important de Saura. Va ser seleccionada per competir en el 21è Festival Internacional de Cinema de Canes de 1968, que fou cancel·lat a causa dels fets del maig del 68 a França.